# هارولد نویل وازیله تمپرلئی
 هارولد نویل وازیله تمپرلئی (انگلیسی: Harold Neville Vazeille Temperley؛ زاده ۴ مارس ۱۹۱۵) یک ریاضی‌دان، و فیزیک‌دان اهل بریتانیا بود که در حوزه مکانیک آماری، فیزیک شاره‌ها و نظریه گراف پژوهش می‌کرد. او در ۲۷ مارس ۲۰۱۷ در سن ۱۰۲ سالگی درگذشت.